# Nelson Sardinha
Nelson Timóteo Alves Sardinha (Luanda, 28 giugno 1966) è un ex cestista angolano.

## Carriera
Con l'Angola ha disputato i Giochi olimpici di Barcellona 1992, i Campionati mondiali del 1990 e tre edizioni dei Campionati africani (1992, 1993, 1995).